# Słoneczko na nitce
Słoneczko na nitce (ros. Солнышко на нитке) – radziecki krótkometrażowy film lalkowy z 1977 roku w reżyserii Władimira Danilewicza. Scenariusz napisała Ludmiła Zubkowa. 

## Fabuła
Kiedy słońce zniknęło za chmurą, myszka postanowiła zastąpić je balonem.